# Mark Stepnoski
(en) Statistiques sur pro-football-reference
Mark Stepnoski (né le 20 janvier 1967 à Érié dans l'État de Pennsylvanie aux États-Unis) est un joueur américain de football américain qui évoluait au poste de centre.
Après avoir évolué dans les rangs universitaires pour les Panthers de Pittsburgh, il est sélectionné par les Cowboys de Dallas lors de la draft 1989 de la NFL. Le joueur de ligne offensive remporte deux fois le Super Bowl avec les Cowboys avant de signer en 1995 avec les Oilers de Houston, qui déménageront deux ans plus tard au Tennessee. Après quatre saisons, il retourne avec les Cowboys pour y jouer ses trois dernières saisons.
Sélectionné 5 fois au Pro Bowl durant sa carrière de 13 saisons, il est élu dans l'équipe NFL de la décennie 1990.